# 明里帖木儿
明里帖木儿（波斯語：‎，史集记音：Malik Tīmūr，？—1307年6月2日），阿里不哥之子。
1276年，随昔里吉反抗忽必烈，叛军内讧时，支持以撒里蛮（玉龙答失之子）为主取代昔里吉，昔里吉失败后投靠海都。大德十年（1306年），弃察八儿投降元朝海山。第二年正月，随安西王阿难答入朝大都。元成宗驾崩，伯岳吾皇后和左丞相阿忽台等谋立阿难答为帝，海山之弟爱育黎拔力八达杀死阿忽台，废伯岳吾皇后。明里帖木儿和阿难答同党，对抗海山兄弟。明里帖木儿兵败，押到上都，与阿难答都被元武宗海山赐死。明里帖木儿的曾孙阿儿巴，继承伊利汗国（旭烈兀后王）不赛因的汗位。